# Funny Little World
«Funny Little World» (рус. Забавный Маленький Мир) — песня и второй сингл с дебютного альбома Fairytales норвежского исполнителя Александра Рыбака. Песня была написана самим Александром Рыбаком и продюсерами Хэнриком Викстромом и Амиром Али.
«Funny Little World» был тепло принят музыкальными критиками Норвегии. Песня стартовала со второго места в чартах Норвегии на первой же неделе, а на первом месте закрепилась дебютная «Fairytale». «Funny Little World» впервые вышла в цифровом варианте 13 мая, в день рождения Александра Рыбака. Песня заняла первое же место на следующей неделе.
Александр Рыбак исполнил в первый раз акустический вариант этой песни на пресс-конференции Евровидения 2009 в Москве.
Позднее на песню «Funny Little World» был снят клип.

## Чарты
Когда песня «Funny Little World» появилась в норвежских чартах, это был первый подобный случай, когда две песни одного исполнителя занимали сразу же и первую и вторую позицию.
| Чарт (2009)             | Высшая Позиция |
| ----------------------- | -------------- |
| Norwegian Singles Chart | 1              |

## Релизы
| Страна   | Дата        | Формат                  |
| -------- | ----------- | ----------------------- |
| Норвегия | 13 мая 2009 | Радио, digital download |
| Россия   | -           | -                       |